# 荷蘭的索菲公主
荷蘭的索菲公主（荷蘭語：Wilhelmine Marie Sophie Louise，1824年4月8日—1897年3月23日），薩克森-魏瑪-艾森納赫大公夫人，荷蘭國王威廉二世的獨女。

## 家庭
1842年，索菲與薩克森-魏瑪-艾森納赫的卡爾·亞歷山大結婚，兩人共有1子3女：
- 卡爾·奧古斯特（1844年—1894年）
- 瑪麗·亞歷山德琳（1849年—1922年）
- 伊莉莎白公主（1854年—1908年），梅克倫堡-施威林的公爵夫人

## 荷蘭王位繼承
1890年，索菲的哥哥威廉三世去世，由女兒威廉明娜繼位為荷蘭女王。由於威廉三世的弟弟們皆已去世且沒有任何子女，索菲成為王位的第一繼承人（推定继承人），直到1897年去世。